# Toshiya Saitō
Toshiya Saitō (西藤俊哉?, Saitō Toshiya; 29 maggio 1997) è uno schermidore giapponese, specializzato nel fioretto.

## Palmarès
- Mondiali

Lipsia 2017: argento nel fioretto individuale.
- Campionati asiatici

Bangkok 2018: bronzo nel fioretto a squadre.